# Silk City
Silk City es un supergrupo/dúo británico-estadounidense compuesto por los productores de música electrónica Mark Ronson y Diplo. El dúo ha colaborado con artistas que incluyen a Dua Lipa, Daniel Merriweather, Mapei, GoldLink, y Desiigner.

## Historia
El 2 de enero de 2018, el disc jockey estadounidense y productor discográfico, Diplo, y el músico, disc jockey, compositor y productor discográfico británico-estadounidense, Mark Ronson, anunciaron un nuevo proyecto titulado, Silk City. El dúo lanzó su primer sencillo «Only Can Get Better» con Daniel Merriweather el 25 de mayo de 2018. Su segundo sencillo, «Feel About You» con Mapei, fue lanzado el 20 de julio de 2018. El tercer sencillo del dúo, «Loud», vio a Diplo reunirse con sus anteriores colaboradores GoldLink y Desiigner.
Su cuarto contó con la cantante y compositora británica Dua Lipa, llamado «Electricity», y se lanzó el 6 de septiembre de 2018. El video musical también se lanzó ese día.

## Discografía

### Extended plays
| Título      | Detalles                                                                                   |
| ----------- | ------------------------------------------------------------------------------------------ |
| Electricity | - Lanzamiento: 13 de abril de 2019 (UK) - Discográfica: Columbia - Formatos: Vinilo de 12" |

### Sencillos
| Título                                                                       | Año  | Mejores posiciones | Mejores posiciones | Mejores posiciones | Mejores posiciones | Mejores posiciones | Mejores posiciones | Mejores posiciones | Mejores posiciones | Certificaciones                           | Álbum         |
| Título                                                                       | Año  | UK                 | AUS                | BEL                | CAN                | GER                | IRE                | SWE                | US                 | Certificaciones                           | Álbum         |
| ---------------------------------------------------------------------------- | ---- | ------------------ | ------------------ | ------------------ | ------------------ | ------------------ | ------------------ | ------------------ | ------------------ | ----------------------------------------- | ------------- |
| «Only Can Get Better» (featuring Daniel Merriweather)                        | 2018 | —                  | —                  | —                  | —                  | —                  | —                  | —                  | —                  |                                           | Electricity   |
| «Feel About You» (con Mapei)                                                 | 2018 | —                  | —                  | —                  | —                  | —                  | —                  | —                  | —                  |                                           | Electricity   |
| «Loud» (con GoldLink & Desiigner)                                            | 2018 | —                  | —                  | —                  | —                  | —                  | —                  | —                  | —                  |                                           | Electricity   |
| «Electricity» (con Dua Lipa)                                                 | 2018 | 4                  | 22                 | 7                  | 61                 | 64                 | 6                  | 51                 | 62                 | - BEA: Oro - ARIA: Platino - BPI: Platino | Electricity   |
| «New Love» (con Ellie Goulding)                                              | 2021 | —                  | —                  | —                  | —                  | —                  | —                  | —                  | —                  |                                           | Por confirmar |
| «—» denota una grabación que no entró al listado o no se lanzó en dicho país |      |                    |                    |                    |                    |                    |                    |                    |                    |                                           |               |

### Remezclas
| Título                                          | Artista | Año  |
| ----------------------------------------------- | ------- | ---- |
| «Missing U» (Silk City & Picard Brothers Remix) | Robyn   | 2019 |